# Luc Sala
Lucius Hendrikus Dominicus Josephus (Luc) Sala (Leiden, 13 december 1949 – Zutphen, 14 april 2023) was een Nederlands ondernemer en publicist.

## Loopbaan
Sala werd geboren in het katholieke gezin van de octrooideskundige Jan Sala en de lerares Cis van Noort. Hij studeerde in 1976 af in technische natuurkunde aan de Technische Hogeschool Delft. Twee jaar later behaalde zijn kandidaatsexamen economie aan de Erasmus Universiteit Rotterdam. Hij was werkzaam voor Philips, waar hij een opleiding kreeg tot commerciant. In 1982 werd hij door het bedrijf ontslagen, waarbij hij een afkoopsom van 100.000 gulden meekreeg. Vervolgens richtte hij het mediabedrijf Sala Communications op.
Met zijn eigen bedrijf richtte Sala zich in de opkomstjaren van de personal computer op de uitgifte van verschillende computertijdschriften (onder meer Commodore-Info en Dealer-Info) en -boeken. Verder organiseerde hij computerbeurzen als Commodore-Info, de PC Dumpdagen en PC Infodag. In 1987 begon Sala de computerwinkel Benelux Computer Exchange (BCE). Oorspronkelijk was dit een ruilwinkel voor gebruikte computers. In de jaren negentig groeide BCE uit tot een speciaalzaak voor pc's en randapparatuur.
Na, volgens eigen zeggen, een aantal dramatische persoonlijke ervaringen richtte Sala zich vanaf ongeveer 1990 op new age en spiritualiteit. Hij onderhield contacten met onder meer Timothy Leary, Terence McKenna, Jaron Lanier en John Perry Barlow. Met de in 1989 in Amsterdam begonnen winkel Egosoft handelde Sala in onder meer smart drugs, brainmachines en boeddhabeeldjes. Op de lokale Amsterdamse televisiezender SALTO presenteerde hij uitzendingen van Mokum TV. Tussen 1998 en 2001 leidde hij de door hem opgerichte televisiestations MySTèr en Kleurnet, die beide uitzonden via de Amsterdamse kabel. Op advies van de programmaraad en tot ongenoegen van Sala verdween Kleurnet in september 2001 van de kabel, omdat in tegenstelling tot de eigen doelstelling de zender niet gevarieerd en multicultureel genoeg zou zijn.
In juni 1995 nam Sala het initiatief voor een referendum over de verkoop van het Amsterdamse gemeentelijke kabelnet aan A2000 (later opgegaan in UPC). De gemeenteraad wees het voorstel om een referendum te houden echter wegens de spoedeisendheid van de verkoop af. In 1998 en in 2002 was Sala kandidaat voor de Amsterdamse gemeenteraad, respectievelijk voor de partijen Vertrouwbare Mensen en Arabische Democratische Partij. Voor de laatste partij, ontstaan uit Sala's televisiezender Kleurnet, was hij de lijsttrekker. Beide partijen haalden geen zetel. In 1999 was Sala met zijn Lijst Sala, waarmee hij streed tegen "corruptie, zakkenvullerij en regentisme, domheid en kussenkleverij", kandidaat bij de Europese Parlementsverkiezingen 1999. Voor de partij Duurzaam Nederland was Sala bij de Tweede Kamerverkiezingen 2003 actief als campagneleider en nummer drie op de kandidatenlijst. Ook deze initiatieven haalden echter niet de kiesdrempel.
In de aanloop naar het jaar 2000 waarschuwde Sala herhaaldelijk voor de internationale gevolgen van de millenniumbug. Hij publiceerde er een boekje over met de VVD-politicus Oussama Cherribi. In 2003 werd Sala actief als columnist voor het Amsterdamse huis-aan-huisblad De Echo. Hij publiceerde in de Turkse krant Dünya Gazetesi en op verschillende internetsites.
Sala verkocht in 2008 zijn computerwinkel aan een medewerker. Hierna verhuisde hij naar Breyell. Hij overleed in 2023 op 73-jarige leeftijd.

## Publicaties
- De media revolutie, ARA / 1982
- Thuiscomputers, Bakker, 1983, ISBN 90-6019-946-4
- Alles over videospelletjes : wegwijs in de wereld van de videogames : tips voor de aanschaf : win van de computer : ook educatieve spelletjes, Luitingh, 1983, ISBN 90-245-0809-6
- Van start met de C-16 in Basic 3.5, met Olaf Simoné[10], SAC, 1984
- Het grote listingboek van Commodore-info, met Jan Bodzinga en Rob van den Heuvel, Sala Communications / Commodore-info, 1985, ISBN 90-9400494-1
- PC starter : informatief handboek voor de beginnende computergebruiker, met Chris Bergman, Sala Communications, 1990, ISBN 90-240-0723-2
- PC gebruiker : informatief handboek voor de ervaren computergebruiker, Sala Communications / 1991, ISBN 90-240-0727-5
- Virtual Reality : de metafysische kermisattractie : magische spiegel van de Hyper-Cyber-Age ziel, met John P. Barlow, William Bricken en Maaike Manten, Sala Communications / 1990, ISBN 90-73107-02-4
- Het Internet Opstapboekje, Luc Sala, Sala Communications, 1996, ISBN 90-73107-06-7
- Paddo's - Onze kleine broeders - Starter voor magic mushroom psychonauten, met Kyra Kuitert en Joost Janssen, Egosoft/L.Sala, 1997, Engelstalige versie: Magic Mushrooms - Our little brothers - Starter for Magic Mushroom Psychonauts, ISBN 90-803696-2-4
- Bit bang: in de schaduw van het millennium : de dreiging van de millennium bug, tips en maatregelen om de problemen het hoofd te bieden, met hulp van Oussama Cherribi en Ronald Wouterson, MySTèr Millennium Project, 1998, ISBN 90-73107-08-3
- RSI: muis én multisyndroom, met Laura Egging, Sala Communications, 2004, ISBN 90-73107-10-5
- 60, Amsterdam: Sala Communications, 2009
- Cyberspace: het virtuele continent. Essays over de sociale, economische, juridische en magische implicaties van een gedeelde datawereld, Hilversum: Mindlift Publishers, 2014
- Cyberspace recon: exploring the vurtual jungle, Linda Sbai and Xander O'Connor, Hilversum: Mindlift Publishers, ISBN 9789082082326, 2014
- Ritual: the magical perspective. Efficacy and the search for inner meaning, New Delhi: Nirala, 2014, ISBN 9788182500600 and 8182500605
- De verbonden stad: essays over de stedelijke omgeving in de context van diversiteit en mobiliteit, met als motto: doorbloeding, met Luud Schimmelpennink et al., Hilversum: Mindlift Publishers, 2015
- De Innerlijke Reis; Tripgids voor psychonauten 2017 Uitg. ArtScience, ISBN 9789492079152
- Nota Lokale Media Amsterdam; een kritische en onafhankelijke visie op de rol en betekenis van communicatie binnen de stad Amsterdam, Luc Sala (redactie) met Simcha de Haan, Martijn Suurenbroek, Kimbel Bouwman en Ludwich van Mulier. ISBN 9789492079336, uitgever: Artscience. 2019
- Festivalization, the boom in events; How festivals and autonomous zones offer an escape from the cyberspaced contact prison. How to understand participation, identification, and transformation as the core parameters of a new industry. ISBN 9789492079107 (2015)
- Sacred Journeys, tripguide for psychonauts; About travelling inside with psychedelics in a ritual context. ISBN 9789492079091 (2017)
- Identity, the essence of manifestation; A study on identity in psychology with Stanley Krippner, Steve Speer, John Newton, Denice Leverett and Steve Speer, Uitg. ArtSccience ISBN 9789072475480 (2017)
- Identity 2.0, the dance of our substitute identities and the illusion of digital identity. A 520 page perspective (update from Identity) with prof. Stanley Krippner, Steve Speer & Denice Leverett. Uitg. Artscience ISBN 9789492079350 (2019)
- Typology in a multiple substitute identity perspective, A critical view on psychological profiling and typing, ISBN 9789492079480 (2021)
- PTSD and Identity Conflict; Trauma-immunity and new perspectives on dealing with dissociation and trauma (2021)